# Nadir Benrais
Nadir Benrais (9 september 1994) is een Algerijns wielrenner.
Benrais begon zijn wielercarrière bij Vélo Club Sovac in 2013. Hij heeft in zijn loopbaan nog geen overwinningen bij de elite geboekt, maar reed al enkele wedstrijden in zijn thuisland, Algerije, maar ook in China, zoals de Ronde van het Taihu-meer.

## Ploegen
- 2013-Vélo Club Sovac
- 2014-Vélo Club Sovac

Barbari · Baz · Ben Nasser · Benrais · Bettira · Chaabane · Chabaane · Dahmane · Droueche · Hadjbouzit · A.Hamza · F.Hamza · Lahsaini · Merdj
Amari · Barbari · Baz · Benoua · Benrais · Bouzidi · Dahmane · S.A.Fellah · A.Fellah · Hadjbouzit · F.Hamza · A.Hamza · Mansouri · Merdj · Saada